# Remo Girone
Remo Girone, född 1 december 1948 i Asmara, Eritrea, är en italiensk skådespelare.
Girone har bland annat medverkat i TV-serien Bläckfisken. Han har även medverkat i filmerna The Equalizer 3 och Le Mans '66.

## Filmografi (i urval)
- 1987–2001 – Bläckfisken (TV-serie)
- 2019 – Le Mans '66
- 2023 – The Equalizer 3